# Louis Delannoy
Louis Delannoy (* 16. Juni 1902 in Antwerpen; † 13. Dezember 1968 ebenda) war ein belgischer Radrennfahrer.

## Sportliche Laufbahn
Delannoy (auch De Lannoy) war im Straßenradsport aktiv. Von 1926 bis 1934 war er Unabhängiger und Berufsfahrer. Sein bedeutendster sportlicher Erfolg war ein Etappensieg in der Tour de France 1929. In jener Saison gewann er auch den Circuit de Champagne. Dritter wurde er 1926 im Scheldeprijs, 1928 in der Flandern-Rundfahrt, 1930 im Nationale Sluitingsprijs. Die Tour de France betritt er fünfmal. 1926 wurde er 28., 1927 16., 1928 13., 1929 6. und 1930 11. der Gesamtwertung. Den Giro d’Italia 1931 beendete er nicht. In den Rennen der Monumente des Radsports konnte Delannoy zweimal den 7. Rang belegen: 1928 bei Paris–Roubaix und 1930 bei Lüttich–Bastogne–Lüttich.